# Мезопротерозой
Мезопротерозо́й — геологическая эра, часть протерозоя, начавшаяся 1,6 миллиарда лет назад и окончившаяся 1 миллиард лет назад. Характеризуется довольно медленной эволюцией организмов и поэтому входит в так называемый «Скучный миллиард».
Континенты существовали и в палеопротерозое, но мы мало знаем о них. Континентальные массы мезопротерозоя более или менее те же самые, что и сегодня.
Основными событиями этой эпохи являются формирование суперконтинента Родиния, распад суперконтинента Колумбия и эволюция полового размножения.
Мезопротерозой разделён на три периода:
- калимий (1,6—1,4 млрд лет назад);
- эктазий (1,4—1,2 млрд лет назад);
- стений (1,2—1,0 млрд лет назад).